# آودیس یاپوجیان
آودیس یاپوجیان (ارمنی: Աւետիս Եափուճեան; انگلیسی: Avedis Yapoudjian؛ زادهٔ ۱۰ ژانویهٔ ۱۹۳۱ - درگذشته ۵ ژوئیهٔ ۲۰۱۷) یک نویسنده، روزنامه‌نگار، و تاریخ‌نگار ارمنی‌تبار بود.

## زندگی‌نامه
وی در قاهره پایتخت مصر به دنیا آمد. پدرش «هُوْهانِس یاپوجیان» که از اهالی ماراش بود شانه‌ساز بود و مادرش «هریپسیمه اسکیجیان» نیز از اهالی آدیامان بود و تنها بازمانده یک خانواده ده نفری بود که دیگر اعضای خانواده اش در نسل‌کشی ارمنی‌ها کشته شده بودند. یاپوجیان در مدرسه ارمنی «گالوستیان» در قاهره حاضر شد و در سال ۱۹۴۹ از آنجا فارغ‌التحصیل شد.